# Tuatunu
Tuatunu is een bestuurslaag in het regentschap Pangkal Pinang van de provincie Bangka-Belitung, Indonesië. Tuatunu telt 7076 inwoners (volkstelling 2010).